# Крутой Уокер: Правосудие по-техасски
«Крутой Уокер: Правосудие по-техасски» (англ. Walker, Texas Ranger, также известен как «Уокер, техасский рейнджер») — американский телесериал Лесли Грифа и Пола Хаггиса, созданный по аналогии с «Одиноким волком Маккуэйдом». В центре повествования — жизнь и работа техасского рейнджера Корделла Уокера, в роли которого снялся Чак Норрис. Трансляция первого сезона сериала началась весной 1993 года на канале CBS и представляла собой показ трёх пилотных серий. Последующие 200 серий выходили в эфир телеканала с 25 сентября 1993 по 19 мая 2001. Сериал транслировался более чем в 100 странах и послужил основой для последующего полнометражного фильма «Крутой Уокер: Испытание огнём».
Сериал был известен своими моральными ценностями, основным оружием правоохранительных сил представлялись боевые искусства. Телесериал приобрел культовый статус и много раз транслировался повторно.
В 1998—2001 годах также выходил спин-офф сериала под названием «Сыновья грома» (всего было снято 6 серий), продюсерами которого выступили Чак и Аарон Норрисы.
Уокер в исполнении Чака Норриса также появляется в 16 серии 2 сезона сериала «Китайский городовой». При этом, позднее в 17 серии 8 сезона, появился актёр Саммо Хун, исполнитель главной роли сериала «Китайский городовой».
В 1999 по мотивам сериала вышло несколько книг, автором которых является Джеймс Ризонер:
- Walker, Texas Ranger (1998, ISBN 0-425-16815-8)
- Hell’s Half Acre (1999, ISBN 0-425-16972-3)
- Siege on the Belle (1999, ISBN 0-425-17112-4)

## В ролях
| Корделл Уокер     | Чак Норрис      | Техасский рейнджер                       | Постоянно | Постоянно | Постоянно | Постоянно | Постоянно    | Постоянно    | Постоянно | Постоянно | Постоянно |           |           |           |           |           |
| Джеймс Триветт    | Кларенс Гильярд | Техасский рейнджер                       | Постоянно | Постоянно | Постоянно | Постоянно | Постоянно    | Постоянно    | Постоянно | Постоянно | Постоянно |           |           |           |           |           |
| Алекс Кэйхилл     | Шири Уилсон     | Помощник окружного прокурора             | Постоянно | Постоянно | Постоянно | Постоянно | Постоянно    | Постоянно    | Постоянно | Постоянно | Постоянно |           |           |           |           |           |
| Си Ди Паркер      | Гейлард Сартейн | Бывший техасский рейнджер, владелец бара | Постоянно |           |           |           |              |              |           |           |           |           |           |           |           |           |
| Си Ди Паркер      | Нобл Уиллингхем | Бывший техасский рейнджер, владелец бара |           | Постоянно | Постоянно | Постоянно | Постоянно    | Постоянно    | Постоянно | Постоянно |           |           |           |           |           |           |
| Реймонд Файруокер | Флойд Вестерман | дядя Уокера                              | Постоянно | Постоянно |           |           |              |              |           |           |           |           |           |           |           |           |
| Реймонд Файруокер | Апесанахкват    | дядя Уокера                              |           |           | Гость     |           |              |              |           |           |           |           |           |           |           |           |
| Трент Маллой      | Джимми Уилчек   | Учитель карате, частный детектив         |           |           |           |           | Периодически | Периодически | Постоянно |           |           |           |           |           |           |           |
| Карлос Сандавал   | Марко Санчес    | Полицейский детектив                     |           |           |           |           | Периодически | Периодически | Постоянно |           |           |           |           |           |           |           |
| Фрэнсис Гейдж     | Джадсон Миллз   | Техасский рейнджер                       |           |           |           |           |              |              |           | Постоянно | Постоянно | Постоянно | Постоянно | Постоянно | Постоянно | Постоянно |
| Сидни Кук         | Ниа Пиплз       | Техасский рейнджер                       |           |           |           |           |              |              |           | Постоянно | Постоянно | Постоянно | Постоянно | Постоянно | Постоянно | Постоянно |

### Персонажи
- Корделл Уокер (Чак Норрис): техасский рейнджер, верит в кодекс Старого Запада. Ветеран Вьетнамской войны, бывший морской пехотинец и эксперт по боевым искусствам.
- Джеймс Триветт (Кларенс Гильярд): техасский рейнджер, афроамериканец, напарник и лучший друг Уокера, бывший футболист.
- Александра Кэйхилл-Уокер (Шири Уилсон): помощник окружного прокурора, подруга Уокера, позднее жена.
- Си Ди Паркер (Нобл Уиллингхем): бывший напарник Уокера, владелец бара в Форт-Уэрте.
- дядюшка Рэй, дядя Уокера (Флойд Вестерман): индейский дядя Уокера, растивший его с детства.
- Трент Маллой (Джимми Уилчек): учитель карате, частный детектив, ученик Уокера, появляется в 6 сезоне.
- Карлос Сандавал (Марко Санчес): детектив, появляется в 6 сезоне.
- Фрэнсис Гейдж (Джадсон Миллз): рейнджер-новобранец, появляется в 7 сезоне.
- Сидни Кук (Ниа Пиплз): рейнджер-новобранец, появляется в 7 сезоне.

## Сезоны
| Сезон | Сезон     | Эпизоды   | Премьера на ТВ   | Премьера на ТВ  | DVD-релиз       |
| Сезон | Сезон     | Эпизоды   | Премьера сезона  | Финал сезона    | DVD-релиз       |
| ----- | --------- | --------- | ---------------- | --------------- | --------------- |
|       | Пилот     | 3         | 21 апреля, 1993  | 1 мая 1993      | 13 июня 2006    |
|       | 1         | 23        | 25 сентября 1993 | 21 мая 1994     | 13 июня 2006    |
|       | 2         | 21        | 24 сентября 1994 | 13 мая 1995     | 23 января 2007  |
|       | 3         | 26        | 23 сентября 1995 | 18 мая 1996     | 12 июня 2007    |
|       | 4         | 26        | 21 сентября 1996 | 17 мая 1997     | 19 февраля 2008 |
|       | 5         | 25        | 27 сентября 1997 | 16 мая 1998     | 1 июля, 2008    |
|       | 6         | 23        | 26 сентября 1998 | 22 мая 1999     | 13 января 2009  |
|       | 7         | 25        | 25 сентября 1999 | 20 мая 2000     | 9 марта 2010    |
|       | 8         | 24        | 7 октября 2000   | 19 мая 2001     | 14 июня 2005    |
|       | Телефильм | Телефильм | 16 октября 2005  | 16 октября 2005 | 2 января 2007   |

В общей сложности с 1993 по 2005 год вышло 8 сезонов — всего 201 серия.

## Перезапуск
В сентябре 2019 года было объявлено производство перезапуска сериала с актёром Джаредом Падалеки в роли Уокера. В январе 2020 года канал The CW официально дал сериалу зелёный свет, минуя пилот.